# Ричард Шарп
Ричард Шарп (англ. Richard Sharpe) — вымышленный персонаж, английский стрелок, главный герой цикла исторических романов Бернарда Корнуэлла и снятого по нему телесериала с английским актёром Шоном Бином в главной роли.

## Общая характеристика персонажа
Время действия серии — начало XIX в. Главный герой Ричард Шарп появляется на свет в Лондоне в 1777 году и является сыном французского контрабандиста и проститутки, убитой при подавлении бунта лорда Гордона (1780). Воспитан улицей и детским работным домом, о котором рассказывает нехотя, это его самые тяжелые воспоминания. Подростком он в основном воровал, сошелся с проституткой, и защищая её убил бандита. Из-за этого был вынужден бежать из Лондона в Йоркшир. После того как он совершил убийство и в Йоркшире, в возрасте около 17 лет Шарп поступил в армию.
В рядах британской армии ему довелось участвовать во всех войнах Британской империи начала XIX века. Упоминается (в книге «Тигр Шарпа»), что свой самый первый бой Шарп принял во Фландрии. Это полностью соответствует боевому пути 33-го пехотного полка, в который вступил Шарп и который действительно участвовал в кампании во Фландрии, то есть Шарп успел на самую первую войну с Францией. Кроме того, заметно, что автор хотел, чтобы Шарп прошел все сражения лорда Веллингтона, а Веллингтон действительно начинал во Фландрии, командуя 33-м пехотным полком. Таким образом, первая битва Шарпа была и его первой битвой. После этого Шарп, Веллингтон и 33-й пехотный на несколько лет отправляются на завоевание Индии, поскольку именно в это время брат Веллингтона был назначен генерал-губернатором в Индии.
Но основным поприщем Шарпа стали Наполеоновские войны — Пиренейские войны и Ватерлоо. Он проходит всю карьерную лестницу, начиная с простого рядового и заканчивая подполковником. Вначале рядовому Шарпу не нравится армия. Он думает только о дезертирстве, и данное ему (в книге «Тигр Шарпа») опасное поручение принимает только, чтобы сбежать. В другой момент («Добыча Шарпа») решает оставить службу в армии и продать свой офицерский патент, поскольку нуждался в деньгах. Но, продать патент не удалось, поскольку он был им получен в награду за храбрость («дар короля»). Из-за этого Шарп возвращается обратно в армейские ряды. Начинает он в 33-м пехотном полку, затем попадает в 74-й полк хайлендеров, однако чувствует себя среди шотландцев неуютно. Как говорит Шарпу командир полка: «Поймите, Шарп, шотландские части — это, ну, как семьи». Зато после этого, в Испании, Шарп практически сроднился с 95-м стрелковым.
Шарп великолепно стреляет, при этом очень быстро перезаряжает ружье. Отлично орудует штыком и клинком, ещё лучше дерется врукопашную. Ездит верхом, но для него это пытка и часто оканчивается протертыми до крови бедрами (хотя личная лошадь по кличке Сикоракса со временем у офицера Шарпа появляется). Считает стрелков лучшими частями британской армии, и не расстается с формой стрелка. Как он сам говорит: «Бог носит зелёную куртку».
Внешний вид героя автор описывает чаще всего так: «высокие ботфорты, французские кавалерийские рейтузы и зелёная куртка 95-го стрелкового». Не расстается с винтовкой (даже когда становится офицером), и тяжелым кавалерийским палашом. До поединка с Леру («Клинок Шарпа») у Шарпа один палаш, который ломается в поединке с Леру. После этого близкий друг Шарпа Харпер изготавливает для него другой палаш, похожий на первый, но лучшего качества, и это одна из причин почему Шарп (получивший от Леру практически смертельную рану) возвращается к жизни. Также Шарп носит с собой отмычку (память о временах, когда был вором), и она его часто выручает, когда нужно что-то открыть и вскрыть («Тигр Шарпа», «Добыча Шарпа»). Со временем у Шарпа появляется личная подзорная труба, «инкрустированная золотом и слоновой костью», в прошлом подарок Наполеона своему брату, королю Испании Жозефу. Также у Шарпа есть аналогичный предмет, полученный в дар от главного антагониста Наполеона — лорда Веллингтона, подаренный ещё в Индии. Это телескопическая подзорная труба, с надписью: «В благодарность. A.W. 23 сентября 1803», и Шарп ей очень дорожит. Ещё у Шарпа есть «крупный и свирепый» пес, по кличке Носач, или Носатый (что полностью совпадает с кличкой, под которой был известен в британской армии лорд Веллингтон). Как минимум несколько раз, начиная с самой первой книги «Тигр Шарпа», Шарп становится обладателем впечатляющих сокровищ, но каждый раз по какой-то причине утрачивает их или тратит без пользы для себя (доверяет кому-то, дарит, неудачно инвестирует и т. п.).
Внешность Шарпа в первых книгах цикла описывается так: «высокий, темноволосый, со шрамом на лице, придававшим ему слегка насмешливое выражение» (таким его видит, к примеру, Нэрн в книге «Враг Шарпа»). Забавно, что шрам, по забывчивости автора, то на правой стороне лица героя («Трафальгар Шарпа», «Золото Шарпа»), то на левой стороне лица («Месть Шарпа», «Клинок Шарпа»). Шарп часто выпивает, но никакой зависимости от алкоголя у него нет. Хотя многие окружающие повторяют, что офицер, выбившийся из рядовых, непременно сопьется (что Шарп успешно опровергает). Что касается курения, то многие стрелки 95-го стрелкового курят табак (причем, «завернутый в бумагу», как принято в Испании, то есть речь идет о первых сигарах). Сам Шарп, как сказано в книге «Враг Шарпа», «курит редко».
Шарп начинает учиться грамоте, ещё будучи рядовым, сперва читает с трудом, но в последних книгах он уверенно изучает и подписывает бумаги. Считает себя неверующим (так он сам говорит о себе в книге «Месть Шарпа»). Это явно отражает мнение о религии самого автора, а книгу «Честь Шарпа» можно назвать даже резко антиклерикальной (сюжет во многом основан на кознях испанской инквизиции). При этом самые близкие друзья Шарпа — полковник-шотландец Маккандлес и сержант-ирландец Харпер — истовые верующие. Также и сам Шарп часто поминает Господа и молится.
В первых книгах серии ему приходится бороться с презрением офицеров-джентльменов к выскочке. Вопрос присвоения ему очередного чина каждый раз оказывается спорным, внося дополнительное напряжение в сюжет (такой тип подачи Корнуэлл заимствовал из более ранней серии о том же историческом периоде — саги С. С. Форестера о капитане Хорнблауэре, который участвует в тех же войнах, но только на кораблях, и читатель в каждой книге должен был переживать за повышение главного героя). Ричард Шарп пользуется личным покровительством Веллингтона, которому спас жизнь. Подчас получает задания от английской военной разведки в Испании, руководитель которой майор Хоган высоко оценивает способности Шарпа и даже считает его хорошим приятелем. И хотя манеры Шарпа описаны автором как «неуклюжие и прямолинейные манеры человека, которые предпочитает драться а не разговаривать», Шарп отличается умом, предприимчивостью, а также расчётливостью, подчас звериной хитростью и непостижимой везучестью. Шарп требует от своих подчиненных соблюдения лишь трех правил: сражаться не хуже, чем он сам, не воровать иначе как умирая с голоду, и не напиваться, без его разрешения. Также у Шарпа есть довольно гуманные принципы, которых он твердо придерживается. В частности, он не дает в обиду своих людей, не терпит насилия по отношению к детям и женщинам и безжалостно наказывает насильников, вне зависимости от того, какую форму они носят, и чем это чревато лично для него. Примечателен диалог между Лупом и Шарпом в «Битве Шарпа»:
— Вы так щепетильны к насилию, капитан Шарп?
— Забавное качество для мужчины, не так ли? Да, я такой.
Шарп влюбчив и пользуется успехом у женщин (в среднем, встречается с новой женщиной в каждой книге цикла). При этом самая первая из его женщин, описанных в книгах цикла, солдатская вдова и полуиндианка Мэри Бикерстафф, бросает Шарпа, предпочтя ему индийца. Женат был дважды, на испанке Терезе и на англичанке Джейн. Их с Терезой ребёнок — дочь Антония, но позже у Шарпа будет сын от француженки Люсиль. Ребёнок Шарпа от леди Грейс умер вместе с матерью, при родах.

## Общая характеристика цикла
Первоначально Корнуэлл рассчитывал написать около 10 романов, но права на экранизацию купило британское телевидение, что увеличило популярность цикла и заставило продолжить серию. Случайность стала причиной необыкновенного успеха сразу же первого телефильма: выбранный на роль стрелка Шарпа актёр Пол Макганн сломал ногу, и на роль в срочном порядке был приглашен опытный актёр Шон Бин, известный до того как по работе для британского телевидения («Кларисса», «Любовник леди Чаттерлей») и кино («Караваджо» Дерека Джармена, «Поле» Джима Шеридана, «Лорна Дун»), так и в голливудских проектах («Грозовой понедельник» с Томми Ли Джонсом и Мелани Гриффит, «Игры патриотов» с Харрисоном Фордом). Так случайность привела к тому, что в роли Ричарда Шарпа оказался актёр, чья внешность и харизма полностью совпали с книжным образом и стали неотделимы от него. Что касается Макганна, он сыграл одну из ролей в сериале «Хорнблоуэр», который начали снимать, когда сериал о Шарпе подходил к завершению.
Более того, книги, написанные после начала съёмок, в вопросе подачи главного персонажа несут уже не только авторское видение Шарпа, но и явно обыгрывают черты кинообраза (к примеру, по книге Шарп родился в Лондоне, а у Шона Бина имеется йоркширский акцент, поэтому в одном из романов Корнуэлл позже упомянет, что мальчиком Шарп сбежал в Йоркшир и жил там долгое время). Кстати, книга «Битва Шарпа» имеет посвящение «Шону Бину».
Книги Корнуэлл пишет не в хронологическом порядке, иногда возвращаясь к «дырам» в биографии своего персонажа. Экранизации романов также не следуют им буквально, подчас перетасовывая и перенося время действия. Несколько серий снято не по книгам, а по оригинальным сценариям (см. таблицу).

## Список книг в хронологическом порядке
| №   | Русское название               | Оригинальное название | Год           | Место                                     | Время               | Содержание | Чин Шарпа                                                                                | Возраст Шарпа |
| --- | ------------------------------ | --------------------- | ------------- | ----------------------------------------- | ------------------- | --- | ---------------------------------------------------------------------------------------- | ------------- |
| 1.  | «Тигр Шарпа»                   | «Sharpe’s Tiger»      | 1997          | Южная Индия, Майсур                       | 1799                | Последняя англо-майсурская война и Осада Серингапатама: Шарпа засылают в окруженную британскими войсками столицу Майсурского царства и резиденцию султана Типу («Тигра Майсура»), чтобы вызволить пленного полковника разведки Маккандлесса. Только Маккандлесс знает секрет, который может предотвратить катастрофу англичан при грядущем штурме Серингапатама. | рядовой, 33-й пехотный полк                                                              | 22            |
| 2.  | «Триумф Шарпа»                 | «Sharpe’s Triumph»    | 1998          | Центральная Индия                         | 1803, сентябрь      | Вторая англо-маратхская война и Сражение при Асаи: Шарп единственный, кто выжил во время бойни, устроенной английским перебежчиком Доддом. Полковник разведки Маккандлесс берет его с собой в поход против маратхов, чтобы опознать предателя-перебежчика. Во время битвы Шарп случайно становится ординарцем полковника Артура Уэллсли, будущего лорда Веллингтона и спасает ему жизнь. | сержант, 33-й пехотный полк (откомандирован)                                             | 26            |
| 3.  | «Крепость Шарпа»               | «Sharpe’s Fortress»   | 1999          | Центральная Индия                         | 1803, декабрь       | Битва при Аргаоне и осада Гавилгхура: Шарпа назначают в помощники начальника армейских обозов и он сталкивается со значительным казнокрадством. В это время его враг Додд и остатки войска маратхов прячутся в неприступной крепости Гавилгур. | прапорщик, или энсин 74-й пехотный полк (Хайландеров)                                    | 26            |
| 4.  | «Трафальгар Шарпа»             | «Sharpe’s Trafalgar»  | 2001          | Атлантический океан, побережье Испании    | 1805, октябрь       | Трафальгарская битва: Следуя в свой новый полк морским путём из Индии в Англию, Шарп оказывается на одном корабле с прекрасной леди Грейс. Также на борту муж леди Грейс и бывший командир армии маратхов, скрывающий свое прошлое. Корабль захватывают французы, затем возвращают англичане, наконец, они оказываются у побережья Испании как раз вовремя, чтобы успеть к началу Трафальгара. | прапорщик, 95-й стрелковый полк (следует к месту службы)                                 | 28            |
| 5.  | «Добыча Шарпа»                 | «Sharpe’s Prey»       | 2002          | Дания                                     | 1807                | Бомбардировка Копенгагена: Шарпа посылают в Данию в качестве помощника агента Лависсера и для сопровождения груза английского золота. Золото предназначено для взятки датскому кронпринцу, а объектом сделки служит датский флот. Но Лависсер (тайно работающий на французов) рассчитывает Шарпа убить, а золото забрать. Первое появление Харпера и других стрелков (мимолетное). | второй лейтенант (автоматическое повышение, так как в стрелковых частях нет прапорщиков) | 30            |
| 6.  | «Стрелки Шарпа»/ «Ружья Шарпа» | «Sharpe’s Rifles»     | 1988          | Испания                                   | 1809, январь        | Вторжение французских войск в Галисию: Шарп с горсткой выживших во время нападения французских драгун солдат становится попутчиком испанского отряда партизан, везущих загадочный сундук в Сантьяго-де-Компостела. | лейтенант                                                                                | 32            |
| 7.  | «Хаос Шарпа» / «Война Шарпа»   | «Sharpe’s Havoc»      | 2003          | Cеверная Португалия                       | 1809, весна         | Кампания в северной Португалии: Шарп получает задание найти дочь английских виноделов и с отрядом португальской армии помогает армии Уэлсли начать кампанию против французов. | лейтенант                                                                                | 32            |
| 8.  | «Орёл Шарпа»                   | «Sharpe’s Eagle»      | 1981          | Португалия, Испания                       | 1809, июль          | Талаверская кампания: Шарп получает назначение в новый полк — Южный Эссекский, полковник которого позорно теряет в первой же битве знамя полка. Шарпу тем временем не подтверждают повышение в чине, и он решает совершить подвиг, захватить французский штандарт — «орла». | капитан (еще не утвержден в чине), Южный Эссекский полк (вымышленный)                    | 32            |
| 9.  | «Золото Шарпа»                 | «Sharpe’s Gold»       | 1981          | Португалия, Испания                       | 1810, август        | Осада Алмейды: Шарп получает задание найти золотой запас рассеявшейся испанской армии, и случайно оказывается в крепости Алмейда, осажденной французами. Первая встреча с Терезой Морено. | капитан (еще не утвержден в чине)                                                        | 33            |
| 10. | «Спасение Шарпа»               | «Sharpe’s Escape»     | 2004          | Португалия                                | 1810, сентябрь      | Шарп попадает в ловушку в городе, который покидает армия. Он пробирается к своим, попутно разоблачая предателя в португальской армии. | капитан (еще не утвержден в чине)                                                        | 33            |
| 11. | «Ярость Шарпа»                 | «Sharpe’s Fury»       | 2006          | Испания                                   | 1811, зима          | Шарп вместе со стрелками и капризным генералом после взрыва моста сплавляются по реке. Затем им приходится разбираться с шантажом некими письмами британского посла в Кадисе, а следом они участвуют в битве при Бароссе. | капитан (еще не утвержден в чине)                                                        | 34            |
| 12. | «Битва Шарпа»                  | «Sharpe’s Battle»     | 1995          |                                           | 1811, май           | Кампания Фуэнтес-де-Оноро: Шарпа прикомандировывают к роте блестящих, но бесполезных гвардейцев-ирландцев. Первое появление майора Дюко (ирландцы являются основой его хитроумного плана по нанесению поражения англичанам). В это же время за Шарпом открывает охоту французский драгунский полковник по прозвищу Люп (Волк), наводящий ужас своей жестокостью на всю Испанию. | капитан (еще не утвержден в чине)                                                        | 34            |
| 13. | «Рота Шарпа»                   | «Sharpe’s Company»    | 1982          |                                           | 1812, январь-апрель | Осады Сьюдад-Родриго и Бадахоса: Капитанский чин все ещё не утвержден, поэтому Шарп планирует в очередной раз рискнуть и вступить в «Отчаянную надежду» — отряд из добровольцев, первых вступающих в штурмуемый город. | капитан (еще не утвержден в чине); лейтенант                                             | 35            |
| 14. |                                | "Sharpe's Command"    | 2023          |                                           | 1812, май           | Битва при Альмарасе |                                                                                          |               |
| 15. | «Клинок Шарпа»                 | «Sharpe’s Sword»      | 1983          |                                           | 1812, июнь-июль     | Кампания у Саламанки: Французы присылают в Испанию полковника гвардии Леру, чтобы обнаружить и убить английского шпиона Эль-Мирадора. Отряд Леру сталкивается с неприятелем, и в живых остаются лишь сам полковник и капитан. Капитана берет в плен рота Шарпа. У Шарпа капитан вызывает недоверие, а вот палаш капитана — очень дорогой и качественный — ему весьма нравится. Но в Саламанке полковник Южного Эссекского на свою беду отпускает капитана, под письменное обязательство… | капитан                                                                                  | 35            |
|     | «Перестрелка Шарпа» (рассказ)  | «Sharpe’s Skirmish»   | 2002          |                                           | 1812, август        | Шарп со своей ротой охраняет пять тысяч брошенных французских мушкетов в маленьком форте Сан-Мигель. Там же находится несколько тысяч бутылок хорошего вина. Тем временем майор Дюко предлагает маршалу Сульту очень хитрый манёвр, который может исправить все последствия поражения французов при Саламанке. Для этого манёвра французы должны перейти через реку Тормес по мосту у Сан-Мигеля. Интересно, что Шарпа и его стрелков спасут вовсе не тысячи хранящихся в форте мушкетов, а тысячи бутылок вина… | капитан                                                                                  | 35            |
| 16. | «Враг Шарпа»                   | «Sharpe’s Enemy»      | 1983          | Адрадос, граница Испании и Португалии     | 1812, декабрь       | Шарп вынужден вступить в борьбу с армией дезертиров, состоящей из всех национальностей. В её рядах — его старый враг, а в плену — несколько жен французских офицеров и одна жена британского лорда. Французы тоже посылают крупный отряд, но кажется их целью является не только освободить женщин… Книга во многом поворотная для всего цикла. В ней погибает Тереза, испанская жена Шарпа. Погибает и давний антагонист Шарпа — сержант-англичанин Обадайя Хейксвилл, но на смену ему тут же приходит новый враг, майор-француз Дюко. Также именно в этой книге Шарп знакомится с «Милашкой Вильямом» — капитаном стрелков Фредриксоном и снова встречает куртизанку Жозефину, в очень неожиданном для него статусе. | армейский майор (то есть вне полка)                                                      | 35            |
| 17. | «Честь Шарпа»                  | «Sharpe’s Honour»     | 1985          | Северная Испания, близ границы с Францией | 1813, февраль-июнь  | Виторийская кампания: Новый враг Шарпа Дюко подговаривает свою агентшу, маркизу и знаменитую куртизанку, написать её мужу, обвинив Шарпа в домогательствах. Это вызовет дуэль, но дуэль лишь часть намного большего плана по выводу Испании из войны с Францией… | майор                                                                                    | 36            |
| 18. | «Полк Шарпа»                   | «Sharpe’s Regiment»   | 1986          | Англия                                    | 1813, июнь-ноябрь   | Южный Эссекский полк понес очень большие потери. Чтобы полк не расформировали, Шарп отправляется в Англию выяснить, что случилось со 2-м (запасным) батальоном полка, который есть на бумаге, но не в реальности. | майор                                                                                    | 36            |
|     | «Рождество Шарпа» (рассказ)    | «Sharpe’s Christmas»  | 2003          | Франко-Испанская граница                  | 1813, декабрь       | Шарп должен перекрыть дорогу отступающим частям французов под командованием полковника Гюдена, знакомого Шарпу по Индии. | майор                                                                                    | 36            |
| 19. |                                | "Sharpe's Storm"      | 2025, октябрь |                                           |                     | |                                                                                          |               |
| 20. | «Осада Шарпа»                  | «Sharpe’s Siege»      | 1987          | Южная Франция                             | 1814, зима          | Шарпа и его стрелков отправляют с морскими пехотинцами и французским аристократом-роялистом захватывать форт Тес-де-Буш и обеспечивать наступление на Бордо. | майор                                                                                    | 37            |
| 21. | «Месть Шарпа»                  | «Sharpe’s Revenge»    | 1989          | Южная Франция, Нормандия, Италия          | 1814                | Битва при Тулузе. Мир: Шарпа обвиняют в похищении наполеоновской казны, которую на самом деле похитил его старый враг майор Дюко. С целью доказать свою невиновность Шарп, Харпер и Фредериксон, сбежав из-под ареста, отправляются в Нормандию, чтобы найти экс-коменданта Тес-де-Буш Лассана. За сокровищами также охотятся генерал Кальве, верный Наполеону, и отряд неаполитанцев, в чьих владениях прячется Дюко. Измена Джейн и знакомство Шарпа с Люсиль Лассан. | майор                                                                                    | 37            |
| 22. | «Ватерлоо Шарпа»               | «Sharpe’s Waterloo»   | 1990          | Бельгия                                   | 1815, июнь          | Битва при Катр-Бра и Битва при Ватерлоо: Наполеон снова начинает войну. Шарпа прикрепляют к штабу принца Оранского, который своими приказами может погубить всю кампанию. Вместе с ним следует и Харпер. Также в составе английской армии — любовник Джейн лорд Россендейл и командир бывшей роты Шарпа — капитан д Аламбор | подполковник, числится в 5-м легком драгунском полку, голландская армия.                 | 38            |
| 23. | «Убийца Шарпа»                 | «Sharpe’s Assassin»   | 2021          | Франция                                   | 1815, июнь          | Подполковник Ричард Шарп, вместо того, чтобы праздновать победу при Ватерлоо, отправляется по поручению герцога Веллингтона в Париж. | подполковник                                                                             | 38            |
|     | «Выкуп Шарпа» (рассказ)        | «Sharpe’s Ransom»     | 2003          | Нормандия                                 | 1815, декабрь       | Мир, после Ватерлоо. Мирно живущего в Нормандии с Люсиль и ребёнком Шарпа находит выживший после боя на Вилле сержант Шалон. С ним несколько вооруженных ветеранов, адвокат и завещание покойного Дюко, на сокровища Наполеона… | подполковник                                                                             | 38            |
| 24. | «Дьявол Шарпа»                 | «Sharpe’s Devil»      | 1992          | Южная Америка                             | 1820—1821           | Чилийская война за независимость | подполковник                                                                             | 43-44         |

Также в 2007 году писатель опубликовал нонфикшен о том, как был написан этот цикл, его предыистории, источниках и лакунах — Sharpe’s Story: The Story Behind the Sharpe Series.

## Сериал
| № книги | Книга                                 | № серии | Серия              |
| ------- | ------------------------------------- | ------- | ------------------ |
| 1       | «Тигр Шарпа»                          | 15      | «Вызов Шарпа»      |
| 2       | «Триумф Шарпа»                        | 15      | —"—                |
| 3       | «Крепость Шарпа»                      | 15      | —"—                |
| 4       | «Трафальгар Шарпа»                    |         | не экранизирован   |
| 5       | «Добыча Шарпа»                        |         | не экранизирован   |
| 6       | «Стрелки Шарпа»                       | 1       | «Стрелки Шарпа»    |
| 7       | «Хаос Шарпа»                          |         | не экранизирован   |
| 8       | «Орёл Шарпа»                          | 2       | «Орёл Шарпа»       |
| 9       | «Золото Шарпа»                        | 6       | «Золото Шарпа»     |
| 10      | «Спасение Шарпа»                      |         | не экранизирован   |
| 11      | «Ярость Шарпа»                        |         | не экранизирован   |
| 12      | «Битва Шарпа»                         | 7       | «Битва Шарпа»      |
| 13      | «Рота Шарпа»                          | 3       | «Рота Шарпа»       |
| 14      | «Клинок Шарпа»                        | 8       | «Меч Шарпа»        |
| 15      | «Враг Шарпа»                          | 4       | «Враг Шарпа»       |
| 16      | «Честь Шарпа»                         | 5       | «Честь Шарпа»      |
| 17      | «Полк Шарпа»                          | 9       | «Полк Шарпа»       |
| 18      | «Осада Шарпа»                         | 10      | «Осада Шарпа»      |
|         | Романа нет. Оригинальный киносценарий | 11      | «Миссия Шарпа»     |
| 19      | «Месть Шарпа»                         | 12      | «Месть Шарпа»      |
|         | Романа нет. Оригинальный киносценарий | 13      | «Правосудие Шарпа» |
| 20      | «Ватерлоо Шарпа»                      | 14      | «Ватерлоо Шарпа»   |
| 21      | «Дьявол Шарпа»                        |         | не экранизирован   |
|         | Романа нет. Оригинальный киносценарий | 16      | «Риск Шарпа»       |

### Список серий
1. «Стрелки Шарпа[англ.]*» (1993).
2. «Орёл Шарпа» (1993). В роли лейтенанта Берри — Дэниел Крейг.
3. «Рота Шарпа[англ.]» (1994).
4. «Враг Шарпа[англ.]» (1994). В роли леди Фартингейл — Элизабет Хёрли.
5. «Честь Шарпа[англ.]» (1994).
6. «Золото Шарпа» (1995).
7. «Битва Шарпа» (1995).
8. «Меч Шарпа» (1995).
9. «Полк Шарпа» (1996).
10. «Осада Шарпа[англ.]» (1996).
11. «Миссия Шарпа[англ.]» (1996). Три года назад Шарп помог капитану Бренду (Марк Стронг) получить следующий чин. Теперь это знаменитый герой-партизан, действующий в тылу врага. Он прибывает в лагерь с сообщением, что есть возможность взорвать крупный французский склад пороха. Шарп отправляется за сапёром Пайкрофтом, который подбирает осиротевшую юную цыганку.
12. «Месть Шарпа[англ.]» (1997).
13. «Правосудие Шарпа[англ.]» (1997). После окончания войны Шарпа отправляют в Йоркшир, где он сталкивается с бунтующими рабочими.
14. «Ватерлоо Шарпа[англ.]» (1997). В роли принца Оранского — Пол Беттани.
15. «Вызов Шарпа[англ.]» (2006). Возобновление телесериала после долгого перерыва. Фильм основан на трех книгах из жизни рядового Шарпа в Индии, действие которых сценаристами перенесено в будущее, когда Шарп уже полковник. Только в самом первом эпизоде — бойня в форте Чазалгаон — Шон Бин играет молодого рядового Шарпа. В роли полковника/генерала Додда — Тоби Стивенс, в роли Мадуванти — Падма Лакшми.
16. «Риск Шарпа[англ.]» (2008). После событий фильма «Вызов Шарпа», Шарп и Харпер хотят покинуть Индию. На пути в порт Калькутту расположен форт Калимгон, куда по просьбе губернатора герои соглашаются сопроводить невесту служащего там майора Юбера.